# Moviestorm
Moviestorm — платная программа для создания 3D анимации в реальном времени, выпущенная Short Fuze. Это программа нацелена на использование лицами всех возрастных категорий, начиная от 14 лет, и даёт пользователю неограниченные возможности в создании 3D анимированного видео. В Moviestorm можно создавать свои собственные сцены, ставить актёров, менять их внешний вид и многое другое. Создав своё «творение», пользователь может отредактировать его, не выходя из программы. Для загрузки программы, пользователь должен зарегистрироваться на официальном сайте и скачать себе загрузчик, который загружает ядро программы и базовый аддон. Если пользователь не регистрируется на сайте, но скачивает загрузчик, у него есть 14 дней свободного использования программы.

## Дополнительный контент
На официальном сайте также имеется дополнительный контент для съёмок. В него входят новые виды оружия, автомобили, причёски и одежда для персонажей, декорации и т. д.
Полный список покупаемых аддонов:
- Happy Holidays
- Female Monster Heads
- Halloween
- Song Contest
- Open Mic
- US Election 2008
- Sci-Fi
- R&B and Dance Music Video
- Rock and Indie Music Video
- Law and Order
- Criminals
- Special Effects
- Halloween 2009
- Wardrobe 1
- Wardrobe 2
- Male Hairstyles
- Female Hairstyles